# David B.
David B. (David Beauchard, n. Nimes, 9 de febrero de 1959) es un historietista francés que firma siempre sus trabajos con el nombre y la inicial de su apellido.

## Biografía
Tras su paso por la escuela superior de artes aplicadas de Duperré, comenzó su carrera en el mundo de la historieta en 1985 (Pas de samba pour capitaine Tonnerre); guionizó y dibujó historias para numerosas revistas, como Okapi, (A SUIVRE), Tintin Reporter o Chic. Su original estilo en blanco y negro fue notablemente influenciado por artistas como George Pichard y Jacques Tardi.
En 1990, junto a otros historietistas franceses, fundó la editorial independiente L’Association. Publicó varios trabajos en la revista de la editorial, Lapin, que luego se recogerían en dos libros: Le Cheval blême (1992) y Les Incidentes de la nuit (1999).
Su obra más importante, La ascensión del gran mal (L'Ascension du Haut Mal), serie de seis volúmenes, se publicó entre 1996 y 2003. Es un relato autobiográfico, en que el autor relata su infancia y juventud, presididas obsesivamente por la enfermedad de su hermano, la epilepsia (el gran mal). La obra destaca por la sinceridad -la crudeza, en ocasiones- con que aborda algunos sucesos de su vida familiar, así como por su original y sugerente estilo de dibujo. Para muchos críticos, es la obra más importante de la historieta francesa de los años 90. La serie recibió varias nominaciones en el Festival de Cómic de Angulema: en 2000, el tomo 4º obtuvo el premio al mejor guion, y dos tomos de la serie, el 2º y el 6º, fueron nominados como mejor álbum del año, en 1998 y 2004, respectivamente. 
Ha colaborado con otros autores, como Joann Sfar (La Ville des mauvais rêves), Christophe Blain (Hiram Lowatt y Plácido) o Emmanuel Guibert (Le Capitaine écarlate)

## Obras editadas en español
- La ascensión del gran mal (vols. 1-6). Madrid, Ediciones Sinsentido, 2001-2007.
- Babel. Madrid, Ediciones Sinsentido, 2004.
- Los buscadores de tesoros
  - Tomo 1: La sombra de Dios. Madrid, Ediciones Sinsentido, 2005.
  - Tomo 2: La ciudad fría. Madrid, Ediciones Sinsentido, 2007.
- Hiram Lowatt y Plácido, con Christophe Blain:
  - Tomo 1: La rebelión de Hop-Frog. Barcelona, Planeta DeAgostini, 2005.
  - Tomo 2: Los ogros. Barcelona, Planeta DeAgostini, 2005.
- El capitán Escarlata, con Emmanuel Guibert. Barcelona, Ediciones Glénat, 2006.
- Los complots nocturnos. Tarragona, Ponent Mon, 2006.
- La lectura de las ruinas. Barcelona, Norma Editorial, 2008.
- El jardín armado. Madrid, Ediciones Sinsentido, 2008.
- Epiléptico, recopilatorio de La Ascensión del Gran Mal. Madrid, Ediciones Sinsentido, 2009.
- Los sucesos de la noche. Barcelona, Norma Editorial, 2015.
- Hâsib y la reina de las serpientes. Madrid, Impedimenta, 2017.
- Diario de italia. Madrid, Impedimenta,2019.